# Erich Schriever
Erich Schriever (* 6. August 1924; † 29. April 2020) war ein Schweizer Ruderer, der 1948 die Silbermedaille im Vierer mit Steuermann bei den Olympischen Sommerspielen in London errang.

## Werdegang
Schriever ruderte während seiner Gymnasialzeit, motiviert von seinem Turnlehrer, beim Seeclub Zürich, wo er bis ins hohe Alter Mitglied war.
Die ersten Ruder-Europameisterschaften nach dem Zweiten Weltkrieg wurden 1947 in Luzern (Rotsee) ausgetragen. Im Achter gewannen die Italiener vor den Dänen und den Schweizern. Aus dem Achter von 1947 wechselten die vier Schulkameraden Rudolf Reichling, Erich Schriever, Émile Knecht und Peter Stebler 1948 in den Vierer mit Steuermann. Mit Steuermann André Moccand gewannen die Schweizer bei den Olympischen Spielen 1948 in Vorlauf, Zwischenlauf und Halbfinal. Im Final auf der Themse in Henley siegten die US-Ruderer vor den Schweizern und den Dänen. 
1953 gewannen Peter Stebler und Erich Schriever in Kopenhagen den Europameistertitel im Doppelzweier, 1954 belegten sie in Amsterdam den zweiten Platz hinter dem deutschen Boot.